# 蒙特利尔娱乐区

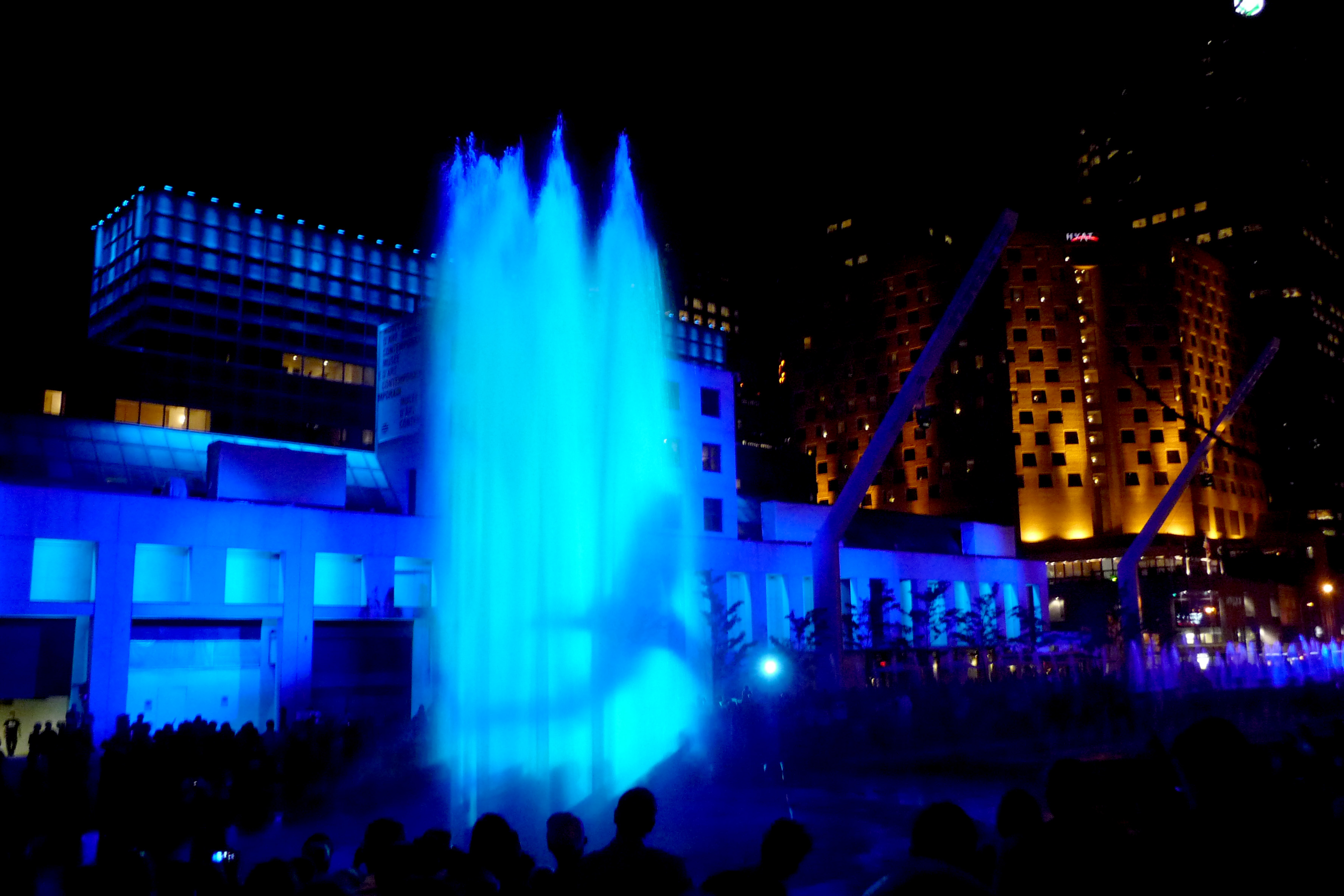
蒙特利尔娱乐区

蒙特利尔娱乐区（法語：Quartier des spectacles）是加拿大蒙特利尔市中心东区的一处艺术文化区，是蒙特利尔市举行文化活动和节日庆祝的中心。
蒙特利尔娱乐区的面积几乎有一平方公理，其边界为市议员街（City Councilors Street）、贝利街（Berri Street）、 舍布魯克街（Sherbrooke Street）和李域大道（René Lévesque Boulevard），包括了整个蒙特利尔拉丁区。